# Fiatalkorúak Regionális Büntetés-végrehajtási Intézete (Pécs)
A Fiatalkorúak Regionális Büntetés-végrehajtási Intézete büntetés-végrehajtási szerv Baranya vármegye székhelyén, Pécsett. Költségvetési szerv, jogi személy. 
Alaptevékenysége a fiatalkorú férfi/női fogvatartottak előzetes letartóztatásával, valamint szabadságvesztésével összefüggő  büntetés-végrehajtási feladatok ellátása. 
Felügyeleti szerve az Igazságügyi és Rendészeti Minisztérium, szakfelügyeletet ellátó szerve a Büntetés-végrehajtás Országos Parancsnoksága. 
Székhelye: 7621 Pécs, Papnövelde u. 9-11.
Létesítésének éve: 2006.